# Alvin Batiste
Alvin Batiste, né le 7 novembre 1932 à La Nouvelle-Orléans (Louisiane, États-Unis) et mort le 6 mai 2007, est un clarinettiste de jazz américain.
Il a enregistré avec Cannonball Adderley. Plusieurs musiciens célèbres ont étudié avec lui à la Southern University de Bâton-Rouge où il enseigne : par exemple Randy Jackson, son frère Herman, Brandford Marsalis, Donald Harrison, Henry Butler, Charlie Singleton (Cameo), Woodie Douglas (Spirit).